# Таймс оф Ісраель
The Times of Israel — ізраїльська англомовна онлайн-газета, яку випускають з 2012 року. Заснована журналістом Давидом Горовицем і американським менеджером гедж-фонду Сетом Кларманом. Газета пише про події в Ізраїлі, на Близькому Сході і в усьому єврейському світі. Окрім англомовного сайту, The Times має арабську, французьку та перську версії.
Крім публікації новинних повідомлень і аналітичних матеріалів, на сайті розміщена блог-платформи.
У лютому 2014 року, через два роки після заснування, газета «The Times of Israel» оголосила, що її читає 2 мільйони читачів. 2017 року читацька аудиторія збільшилася до 3,5 мільйонів унікальних щомісячних користувачів.

## Відомі автори
- Хавів Реттіг Гур[6]
- Аві Іссахаров[7]

### Академіки, блогери та громадські діячі
- Наомі Хазан[8]
- Ірвін Котлер[9]
- Джордан Хофман
- Сімха Якобовичі[10]
- Яїр Лапід[11]
- Дов Липман[12]
- Джошуа Муравчік
- Майкел Набиль Санад[13]
- Шмуель Роснер
- Бред Шнайдер
- Йосеф Шерман[14]
- Шауль Сінґер[15]
- Сара Татл-Сінґер[16]
- Шмулі Янковіч